# Гарлицкий, Лукаш
Лукаш Гарлицкий (пол. Łukasz Garlicki; род. 5 августа 1977) — польский актёр театра, кино, радио и телевидения; также театральный режиссёр.

## Биография
Лукаш Гарлицкий родился в Варшаве. Актёрское образование получил в Театральной академии им. Александра Зельверовича, которую окончил в 2000 году. Дебютировал в театре в 1998 году. Актёр варшавских театров, выступает в спектаклях «театра телевидения» (с 1998 года) и «театра Польского радио».
Его отец — актёр Пётр Гарлицкий.

## Избранная фильмография
- 1998 — Сизифов труд (телесериал) / Syzyfowe prace
- 2000 — Сизифов труд / Syzyfowe prace
- 2000 — Приговор Франтишеку Клосу / Wyrok na Franciszka Kłosa
- 2003 — Варшава / Warszawa
- 2007 — Уроки пана Куки / Lekcje pana Kuki
- 2011 — Варшавская битва. 1920 / 1920 Bitwa Warszawska